# Austin Smith
Austin Smith (Dallas, 7 novembre 1988) è un ex hockeista su ghiaccio canadese, di ruolo ala destra.

## Carriera
Studente alla Colgate University, Smith giocò con la squadra universitaria dei Colgate Riders dal 2008 al 2012 nel campionato NCAA, divisione ECAC. Durante il suo ultimo anno, fu nominato giocatore dell'anno dell'ECAC.
Nel marzo 2012 i Dallas Stars, che lo avevano scelto al draft 2007, lo misero sotto contratto con un accordo biennale, girandolo ai farm team in American Hockey League (i Texas Stars) ed in ECHL (gli Idaho Steelheads). Nel dicembre 2013 venne girato in prestito per il resto della stagione ai finlandesi del Porin Ässät.
Smith, in scadenza di contratto con i Dallas Stars, decise di restare all'Ässät firmando un contratto annuale. La seconda stagione in Finlandia tuttavia durò solo pochi mesi: nell'ottobre 2014, dopo un duro scontro con uno degli allenatori della squadra, le parti decisero di comune accordo di risolvere il contratto, e Smith fece ritorno in ECHL con gli Allen Americans.
Anche qui rimase tuttavia poco tempo: nel dicembre 2014 fece ritorno in Europa, nella DEL2, coi Ravensburg Towerstars. Venne confermato anche nella stagione successiva, al termine della quale si laureò miglior marcatore, in termini di gol segnati, a pari merito con Jamie MacQueen.
Nella stagione 2016-2017 passò all'HC Innsbruck, nella EBEL, dove rimase per un anno. Nel campionato successivo rimase nella EBEL, ma all'Hockey Club Bolzano, con cui vinse il titolo 2017-2018, in una stagione caratterizzata da un trauma cranico che lo tenne lontano dal ghiaccio per tre mesi.
Poco dopo la fine del campionato, Smith annunciò il ritorno ad Innsbruck; nemmeno due mesi più tardi, tuttavia, il riacutizzarsi di problemi legati all'infortunio alla testa della stagione precedente lo convinsero a sciogliere il contratto per tornare in patria a curarsi.
Appesi i pattini al chiodo, Smith comincio ad allenare a livello giovanile.

## Palmarès

### Giovanili
- British Columbia Hockey League: 1

Penticton Vees: 2007-2008

### Club
- EBEL: 1

Bolzano: 2017-2018

### Individuale
- Giocatore dell'anno ECAC: 1

2011-2012
- ECAC All-Academic Team: 3

2009-2010, 2010-2011, 2011-2012
- ECAC First All-Star Team: 1

2011-2012
- Miglior marcatore (gol) della DEL2: 1

2015-2016 (37)